# My Heart Is Refusing Me
"My Heart is Refusing Me" är en musiksingel från den svenska sångerskan Loreen. Låten släpptes den 27 februari 2011. Loreen deltog med låten i Melodifestivalen 2011 där hon tog sig vidare från den andra deltävlingen men åkte ut i andra chansen. Låten är skriven av Loreen själv tillsammans med Moh Denebi och Björn Djupström. Låten debuterade den 11 mars på nionde plats på Sverigetopplistan där den föll bort efter den 15 juli samma år. Den 6 februari 2012 fick låten priset Årets svenska låt vid Gaygalan. I samband med Loreens deltagande i Melodifestivalen 2012 återvände låten till sverigetopplistan där den nådde plats 22 som bäst.
Under Melodifestivalen 2012 var låten med i "Tredje chansen". Där vann den finalen med 34,57% av rösterna.
Efter ett uppträdande med en ny version av låten vid Elämä Lapselle i Hartwall Areena i Helsingfors i Finland den 12 september 2012 togs originalversionen av låten bort från iTunes Store och Spotify eftersom den skulle bli återutgiven som hennes nästa singel efter "Euphoria" i samband med att debutalbumet Heal släpptes.

## Versioner
My Heart is Refusing Me (EP)
1. "My Heart is Refusing Me" – 3:07
2. "My Heart is Refusing Me" (Singback) – 3:08
3. "My Heart is Refusing Me" (Instrumental) – 3:08

My Heart is Refusing Me (Remixes)
1. "My Heart is Refusing Me" (Anders Nyman Remix) – 6:45
2. "My Heart is Refusing Me" (Anders Nyman Radio Edit) – 3:27
3. "My Heart is Refusing Me" (Light Acoustic Version) – 3:33
4. "My Heart is Refusing Me" (Acoustic Version) – 3:33
5. "My Heart is Refusing Me" (Electro Acoustic Version) – 3:38

My Heart is Refusing Me (Remixes)
1. "My Heart is Refusing Me" (Michael Feiner & Eric Amarillo Remix) – 7:19
2. "My Heart is Refusing Me" (Payami Remix) – 4:38
3. "My Heart is Refusing Me" (PJ Harmony Remix) – 3:11
4. "My Heart is Refusing Me" (Michael Feiner & Eric Amarillo Radio Edit) – 3:38

## Listplaceringar

### Officiella singellistor
| Lista (2011-2012)  | Topplacering |
| ------------------ | ------------ |
| Sverige            | 9            |
| Belgien (Flandern) | 44           |
| Nederländerna      | 70           |
| Spanien            | 41           |

### Placeringar i Sverige
| Plats | 9 | 10 | 14 | 16 | 15 | 20 | 26 | 22 | 31 | 38 | 42 | 52 | 49 | 52 | 54 | 49 | 55 | 48 | 59 | 60 | 53 | 58 | 51 | 27 | 22 | 28 | 35 | 47 |